# Hôpital de Dellys
L'hôpital Mohamed Boudaoud de Dellys est une structure sanitaire, sise dans la commune de Dellys, dans la daïra de Dellys en région de Basse Kabylie. Il relève de la Direction de la Santé et de la Population (DSP) de la wilaya de Boumerdès, comme l'hôpital de Thénia et l'hôpital de Bordj Ménaïel.
Cet hôpital est l'un des hôpitaux en Algérie qui relèvent du ministère de la Santé.

## Géographie

### Localisation
L'hôpital Mohamed Boudaoud de Dellys se situe au nord de la ville de Dellys.

### Accès

#### Route
L'accès par route goudronnée à l'hôpital Mohamed Boudaoud de Dellys (sanatorium), situé sur les hauteurs de la ville, n'est pas du tout évident pour les automobilistes qui continuent à se plaindre des routes complètement défoncées.

#### Hélicoptère sanitaire
Une réflexion est en cours en 2014 pour la dotation de l'hôpital Mohamed Boudaoud de Dellys d'une station d'hélicoptère sanitaire.
Il s'agira d'un hélicoptère, ou de plusieurs, basé de façon permanente à l'hôpital Mohamed Boudaoud de Dellys et dédié exclusivement à des missions sanitaires de transport de patients. 
La zone de stationnement de l'hélicoptère sera proche de l'enceinte des services hospitaliers afin d'éviter l'usage d'un véhicule intermédiaire. Elle devra être protégée, éclairée et homologuée.
La configuration sanitaire de l'appareil volant devra être permanente. 
Le matériel médical embarqué sera standardisé et approuvé. 
La disponibilité immédiate concernera l'équipe médicale des urgences de l'hôpital Mohamed Boudaoud, mais également le pilote qui bénéficiera de locaux d'hébergement dans l'hôpital même.
Grâce à la généralisation des numéros verts et à l'utilisation du système GPS, l'intervalle entre la survenue de l'urgence médicale dans les 32 communes et les quelques centaines de villages de la wilaya de Boumerdès et la réception de l'alerte aura tendance à diminuer.
L'hélicoptère sanitaire réduira le délai de réponse médicale après l'alerte et le signalement dans tout le périmètre de la wilaya de Boumerdès.

## Histoire

### Construction
L’hôpital Mohamed Boudaoud de Dellys est un ancien hôpital militaire construit au début de l'année 1866.
En effet, lors de la colonistation française de l'Algérie, Dellys fut choisie en 1870 pour la création d’une ambulance de 120 lits d’abord, puis en 1873, d’un modeste hôpital dirigé à ces débuts par le docteur Roger.
Le grand hôpital Mohamed Boudaoud de Dellys a été construit dix ans plus tard en 1883. Il accueillait principalement des grabataires.

### Sanatorium
Avant 1950, les algériens atteints de tuberculose étaient traités individuellement par la collapsothérapie au besoin complétée par des "sections de brides" ou par la chirurgie.
Ces malades atteints de tuberculose étaient hospitalisés dans quelques services hospitaliers spécialisés à Alger, Oran, Constantine jusqu'en 1946.
Puis entre 1946 et 1950, ils étaient hospitalisés à Miliana, Sétif, Sidi Bel Abbes et Tizi Ouzou.
Les plus fortunés partaient en sanatorium en France, bien que les spécialistes avaient démontré en Algérie que la collapsothérapie était aussi efficace en Algérie qu’en France.
À partir de 1950, plusieurs sanatoriums pour le traitement de la tuberculose furent construits en Algérie, dont le sanatorium Sidi Belloua à Tizi Ouzou et le sanatorium de Dellys.
Après le séisme du mercredi 21 mai 2003, les locaux médicaux qu’abrite le bâtiment du sanatorium de Dellys ne répondent plus aux normes de sécurité et de santé.

### Hôpital
À partir de 1935, l'hôpital Mohamed Boudaoud de Dellys avait connu plusieurs réaménagements et une multiplication de ses services. Il avait ainsi été agrandi en convertissant ses salles communes en chambres particulières, en créant une salle d'interventions opératoires de chirurgie, en installant un service moderne de radiologie, ainsi que l'équipement d'un laboratoire d'analyse médicale.
Ensuite, un service de maternité y a été créé pour s'occuper du suivi des femmes enceintes et des accouchements.
Des interventions de chirurgie courante y étaient pratiquées pour le trachome, les cas d'amputation et l'appendicite.
La lutte contre les maladies infectieuses était l'objet de campagnes périodiques visant la syphilis, la tuberculose, la fièvre typhoïde, le kyste hydatique, la dysenterie amibienne et le tétanos.
L'arrivée de la molécule de sulfamide en 1935, puis de la pénicilline en 1942, permirent de nettes améliorations dans les traitements de nombreuses affections dans les zones rurales autour de Dellys.
Il n'était pas rare que les services de l'hôpital aient à soigner un dromadaire atteint de plaies et de morsures, avec des antiseptiques.
Les médecins de l'hôpital Mohamed Boudaoud de Dellys allaient, deux à trois fois par semaine, faire des consultations dans les villages aux alentours de Dellys.
Pendant la période des vaccinations, les médecins de l'hôpital Mohamed Boudaoud de Dellys s'installaient sur la place des marchés et vaccinaient les gens contre la variole, la diphtérie, la typhoïde et la tuberculose.
Deux fois par an, les médecins de l'hôpital Mohamed Boudaoud de Dellys allaient dans les écoles pour dépister, à la cuti-réaction, la tuberculose.
Les médecins de pédiatrie faisaient des tournées hebdomadaires dans les familles pour vacciner les nourrissons, et prodiguer des soins en donnant des conseils aux mères.
Pendant la saison fiévreuse, une campagne préventive antipaludique était mise en place. Elle consistait à distribuer, aux habitants des douars de Dellys, des comprimés de quinine.

### Centre hospitalier universitaire
La commune de Dellys a été dotée d'un Centre hospitalier universitaire (CHU) créé en février 1986.

### Séisme du 21 mai 2003
L’ancien hôpital Mohamed Boudaoud de Dellys a été détruit par le séisme du mercredi 21 mai 2003 qui avait affecté la région de la wilaya de Boumerdès dans le nord de l'Algérie.
Après l’opération de confortement, effectuée en 2004 au niveau de l’hôpital Mohamed Boudaoud de Dellys et la réorganisation des services à la suite du séisme, le nombre de lits est passé de 120 lits à 173 lits répartis comme suit:
- Médecine homme: 15 lits.
- Médecine femme: 15 lits.
- Néphrologie: 20 lits.
- Générateurs d’hémodialyse: 13 postes.
- Gynéco-obstétrique: 23 lits.
- Ophtalmologie:
- Chirurgie homme: 24 lits.
- Chirurgie femme: 24 lits.
- Pédiatrie: 40 lits en préfabriqué.

### Reconstruction

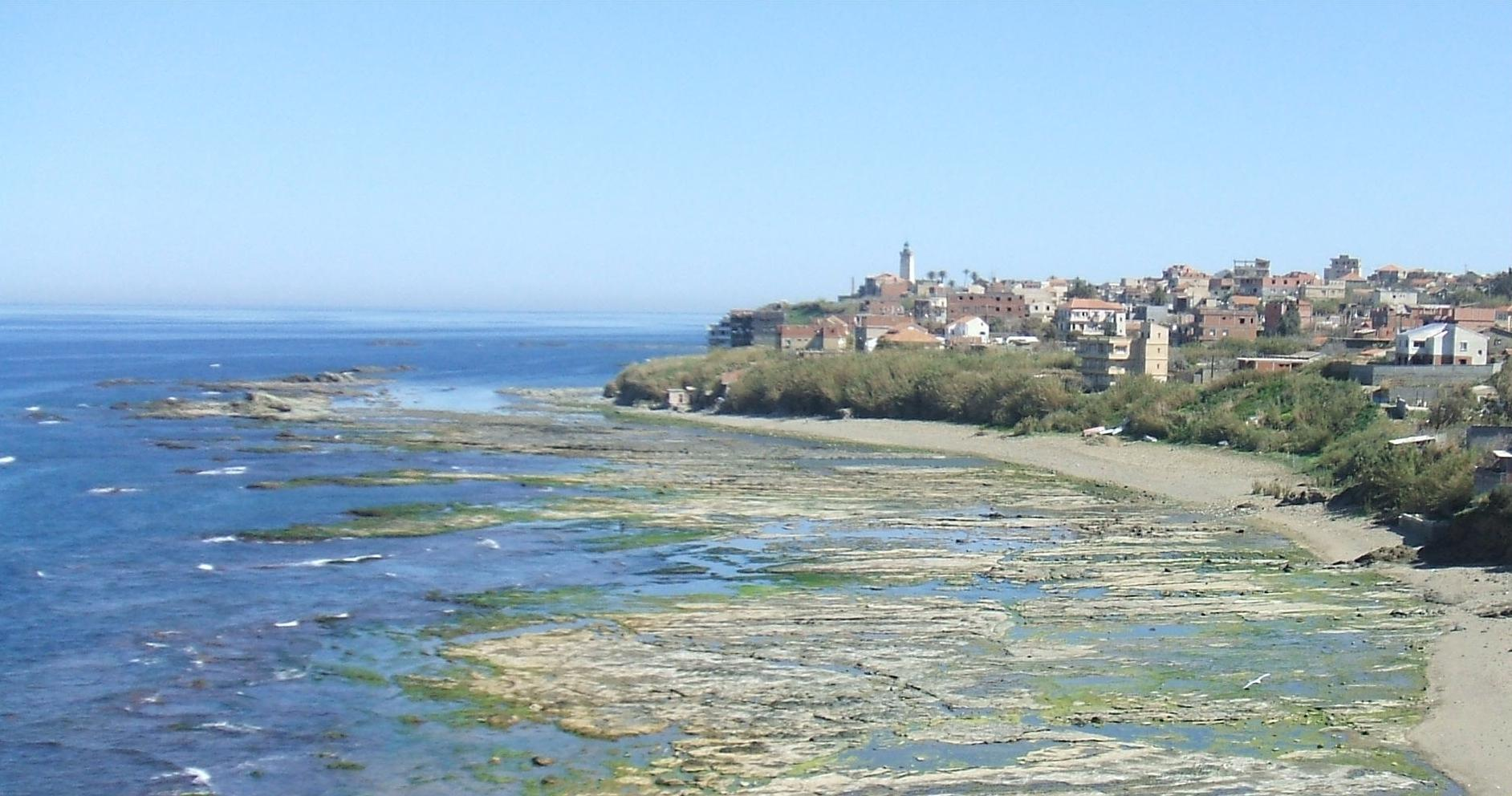
Dellys.

L’inauguration officielle du nouvel hôpital Mohamed Boudaoud de Dellys, mis en service durant l’année 2013 après que sa réalisation ait été achevée en 2009, s'est faite en février 2014.
Cet nouvel établissement public hospitalier (EPH), d’une capacité de 120 lits, a été réalisé par l'entreprise turque Atlas Yapi pour un coût de plus de 1,3 milliard DA.
À rappeler que le démarrage de cette reconstruction s'est fait en novembre 2006 après que des crédits saoudiens aient été reçus et la soumission effectuée.
À l'achèvement de cette nouvelle structure hospitalière, son équipement a nécessité la mobilisation d’une enveloppe de plus de 1 milliard DA.
Doté de plusieurs spécialités médicales et chirurgicales et d’un plateau technique performant, dont des moyens d’imagerie médicale, cet hôpital a pour vocation de dispenser des soins de proximité et de contribuer à la décongestion des structures de santé de la wilaya de Boumerdès, ainsi que d’épargner aux malades de fastidieux et onéreux déplacements vers les hôpitaux d’autres wilayas.
L’ancien hôpital, après avoir subi des travaux d’aménagements pour effacer les stigmates du séisme, a été destiné à la médecine générale avec une capacité d'accueil de 120 lits.
Outre l'hôpital Mohamed Boudaoud de Dellys, la wilaya de Boumerdès compte deux autres hôpitaux à Bordj Menaïel et Dellys, en plus d'un service des urgences médicales à Boumerdès, assurant une offre globale de 900 lits, soit un lit pour 851 habitants.
Cette reconstruction a vu l'hôpital Mohamed Boudaoud de Dellys doté d'un pavillon des urgences ainsi que d'une polyclinique lui étant rattachée.
La finalisation de la réalisation des accès et voirie à l'hôpital Mohamed Boudaoud vise à humaniser l'exploitation de cette structure hospitalière en favorisant la circulation fluide des véhicules et piétons dans son enceinte.

## Direction
|     | Directeur     | Début | Fin  |
| 1er |               |       |      |
| 2e  | Médecin corse | 1953  | 1957 |
| 3e  |               |       |      |
| 4e  | Amar Gassi    | 2007  | 2010 |
| 5e  | Ahmed Ghiar   | 2010  | 2014 |

## Services cliniques et médico-techniques
L'hôpital Mohamed Boudaoud de Dellys est la structure principale de santé dans la commune de Dellys.
Cet hôpital dispose de 10 services cliniques et médico-techniques.
- Service de chirurgie générale.
- Service de gynécologie-obstétrique.
- Service de médecine interne.
- Service de pédiatrie.
- Service d'épidémiologie.
- Service de médecine du travail.
- Service de pharmacie.
- Service de radiologie centrale.
- Service de laboratoire central.
- Service des urgences médico-chirurgicales.

Tous les services médicaux de cet hôpital sont dotés de 02 unités chacun à l'exception du service de la médecine interne qui dispose, lui, de 03 unités.
La capacité totale d'accueil de ces 10 services de l’hôpital Mohamed Boudaoud de Dellys est de 166 lits.
Cet établissement public hospitalier (E.P.H.) de Dellys a une capacité technique de 150 lits ainsi qu'une capacité organisée de 162 lits répartis de la manière suivante:
- Médecine interne (homme/femme): 67 lits.
- Maternité/gynécologie: 32 lits.
- Pédiatrie: 32 lits.
- Chirurgie générale: 31 lits.

### Service de chirurgie générale
Le nombre de blocs opératoires de l'hôpital Mohamed Boudaoud de Dellys est de 01 alors que le nombre de salles opératoires est de 03.
La capacité d'accueil de ce service de chirurgie générale est de 30 lits .

### Service de gynécologie-obstétrique
La capacité d'accueil de ce service de gynécologie-obstétrique est de 32 lits.
L’ouverture d’une garde au niveau des services de gynécologie-obstétrique de l'hôpital Mohamed Boudaoud de Dellys et de l'hôpital de Bordj Ménaïel.

### Service de médecine interne
La capacité d'accueil de ce service de médecine interne est de 60 lits.

### Service de pédiatrie
La capacité d'accueil de ce service de pédiatrie est de 32 lits.
En 2009, un matériel sophistiqué a été acquis pour le service de la pédiatrie de cet hôpital Mohamed Boudaoud de Dellys pour assurer le suivi de la santé des bébés prématurés.

### Service des urgences médico-chirurgicales
La capacité d'accueil de ce service des urgences médico-chirurgicales est de 12 lits.
Les malades cancéreux qui ne bénéficient pas d’une prise en charge adéquate à cause de l’absence d’un service d’oncologie et d’une mammographie dans la wilaya de Boumerdès ne trouvent que quelques lits réservés à cette catégorie de malades au niveau des services d'urgences de l'hôpital Mohamed Boudaoud de Dellys et de l'hôpital de Bordj Ménaïel et qui sont largement insuffisants.
L'hôpital Mohamed Boudaoud de Dellys dispose de 02 médecins urgentistes en permanence.

### Service de radiologie médicale
En octobre 2014, il était attendu la mise en fonction du scanner se trouvant à l’hôpital Mohamed Boudaoud de Dellys.
Le scanner de l’hôpital Mohamed Boudaoud de Dellys n’était toujours pas mis en service faute de  médecin radiologue.
À l’hôpital Mohamed Boudaoud de Dellys, le service de radiologie est assuré par 7 manipulateurs dont 2 femmes alors que le service nécessite 13 pour répondre à la demande des patients 24/24.

### Ambulances et véhicules
L'hôpital Mohamed Boudaoud de Dellys dispose de 08 ambulances médicalisées.

### Pharmacies
Les pharmacies de l'hôpital Mohamed Boudaoud de Dellys sont au nombre de 07, dont la pharmacie de garde.

### Tarifs des soins
À l'hôpital Mohamed Boudaoud de Dellys, les tarifs des soins sont les suivants:
- Consultation générale: 50 DA.
- Soins dentaires: 50 DA (plombage, simple visite ou extraction).
- Radiographie: de 20 à 50 DA, à partir de la radio d’une fracture de doigt au télé thorax.
- Consultation spécialisée: 100 DA (pour chaque nuitée passée à l’hôpital, intervention chirurgicale incluse).
- Soins dispensés aux malades chroniques: gratuits.

### École paramédicale
L'école paramédicale de la wilaya de Boumerdès a vu son lieu d'implantation proposé à Dellys.
Le projet de cette infrastructure d'enseignement paramédical dans l'enceinte de l'hôpital Mohamed Boudaoud de Dellys permet aux futurs techniciens de la santé d'être à l'intérieur et éviter les déplacements pour les heures de formation.

### Incinérateur de déchets médicaux
L'hôpital Mohamed Boudaoud de Dellys, l'hôpital de Thénia ainsi que l'hôpital de Bordj Ménaïel dégagent près de 500 kg de déchets médicaux par jour. Chaque hospitalisation génère au moins 200 g/j de produits médicaux.
En l’absence d’incinérateur ou de stérilisateur, l'hôpital Mohamed Boudaoud de Dellys recourt aux méthodes et moyens traditionnels, à l’instar d'un brûleur pour éliminer les produits médicaux usagés, tels que les seringues et les pansements.
Les déchets médicaux de l’hôpital Mohamed Boudaoud de Dellys sont brûlés à l’intérieur même de l’enceinte hospitalière. Ce qui génère des odeurs et des gaz toxiques très nuisibles à la santé humaine dans les alentours.
Au niveau de l’établissement hospitalier de Dellys, l’absence d’un incinérateur de déchets médicaux est à déplorer.
En 2009, les déchets d’activités de soins à risques infectieux n'étaient guère traités comme le prévoit la réglementation.
À l'hôpital Mohamed Boudaoud de Dellys, les seringues, les languettes, les déchets des perfusions étaient déposés dans des bacs à ordures au même titre que les ordures ménagères.
Les hôpitaux de Thénia, Dellys et Bordj Menaïel dégagent à eux seuls près de 500 kg de déchets médicaux par jour.

## Établissements affiliés
- Hôpital Mohamed Boudaoud de Dellys (E.P.H.).
- Polyclinique de Dellys.
- Centre de santé de Dellys.
- Salle de soins de la Nouvelle Ville.
- Salle de soins de la Cité El medjni.
- Salle de soins de Takdempt.
- Salle de soins de Azerou.

## Activité
- Service d’hospitalisation.
- Service d’urgence médicale.
- Service de maternité.
- Service de consultation médicale.
- Service de radiologie et d’exploration fonctionnelle.
- Service de laboratoire d'analyse médicale.
- Service de stomatologie.

## Ressources humaines
En 2009, l'hôpital Mohamed Boudaoud de Dellys comptait 400 fonctionnaires dont 43 médecins spécialistes, 10 services médicaux dotés de 21 unités et de 162 lits avec en prime un matériel médical des plus sophistiqués.
En 2014, Le personnel médical de l'hôpital Mohamed Boudaoud de Dellys compte un effectif global de 439 praticiens de la santé.
Ces praticiens se départagent en 33 médecins généralistes, 44 médecins spécialistes et 184 paramédicaux.

### Personnel médical
- Médecins spécialistes: 44.
- Médecins généralistes: 33.

### Personnel paramédical
- Infirmiers diplômés d’État: 54.
- Infirmiers brevetés: 48.
- Infirmiers principaux: 30.
- Aides paramédicaux: 17.
- Sages-femmes: 10.
- Ingénieurs d’État: 03.
- Ingénieurs d’application: 01.
- Orthophonistes: 01.